# Paraneetroplus argenteus
Paraneetroplus argenteus är en fiskart som först beskrevs av Allgayer, 1991.  Paraneetroplus argenteus ingår i släktet Paraneetroplus och familjen Cichlidae. Inga underarter finns listade i Catalogue of Life.